# Штурмовые бочки

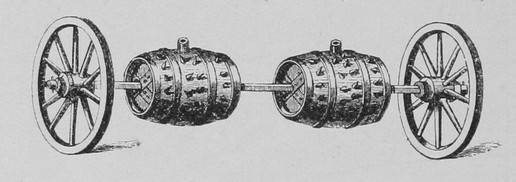
Схематическое изображение штурмовых бочек с колёсами

Штурмовые бочки — один из исторических типов импровизированного оружия, применявшегося при обороне крепостей. Представляли собой деревянные пороховые бочки, в которых размещались мешки с порохом и различные готовые поражающие элементы (острые железные обломки, набитые порохом ружейные стволы и металлические трубы, гранаты и т. п.), иногда расположенные на оси с деревянными колёсами. В бочках с обеих сторон имелись отверстия, в которые вставлялись деревянные трубки, наполненные медленно горящим составом; аналогичными трубками снаряжались и находящиеся внутри гранаты и трубы с порохом. Во время штурма крепости обороняющимися поджигался медленно горящий состав и бочки сталкивались под уклон, взрываясь после достижения цели.

Последствия применения штурмовой бочки террористами из Иргуна в Хайфе в 1947 году

Последним конфликтом, в котором применялись штурмовые бочки, стала Вторая мировая война, где данное средство нашло ограниченное применение на холмистой местности в Карпатах. В 1947 году террористы из еврейской организации Иргун попросту скатили 270-килограммовую бомбу с грузовика вниз по склону из района Хадар в Хайфе, при взрыве было убито десять человек.

## В массовой культуре
- Применение штурмовых бочек условно изображено в одной из сцен советского мультфильма «Как казаки кулеш варили».
- Дважды применялись с переменным успехом в фильме «Плоть и кровь». Попытка подорвать ворота — провалилась, а попытка подорвать неохраняемую осадную машину с выдвижной лестницей — оказалась успешной.